# Diglossa brunneiventris
El pinchaflor gorjinegro (Diglossa brunneiventris), también denominado pincha-flor de garganta negra (en Perú), comesebo negro (en Chile), diglosa rabiazul o picaflor rabiazul (en Colombia), es una especie de ave paseriforme de la familia Thraupidae, perteneciente al numeroso género Diglossa. Es nativo de regiones andinas del noroeste y oeste de América del Sur. 

## Distribución y hábitat
Se distribuye a lo largo de la cordillera de los Andes desde el norte de Perú (Cajamarca y Amazonas) hasta el extremo norte de Chile (Arica y Parinacota) y noroeste de Bolivia (La Paz). Existe una población aislada en la parte norte de los andes centrales (en el  Altiplano de Santa Rosa) y  occidentales. .
Esta especie es considerada bastante común en sus hábitats naturales: los matorrales, bosques montanos y jardines, con más frecuencia en regiones áridas que la mayoría de los otros pinchaflores, en altitudes entre 2500 y 4000 m.

## Sistemática

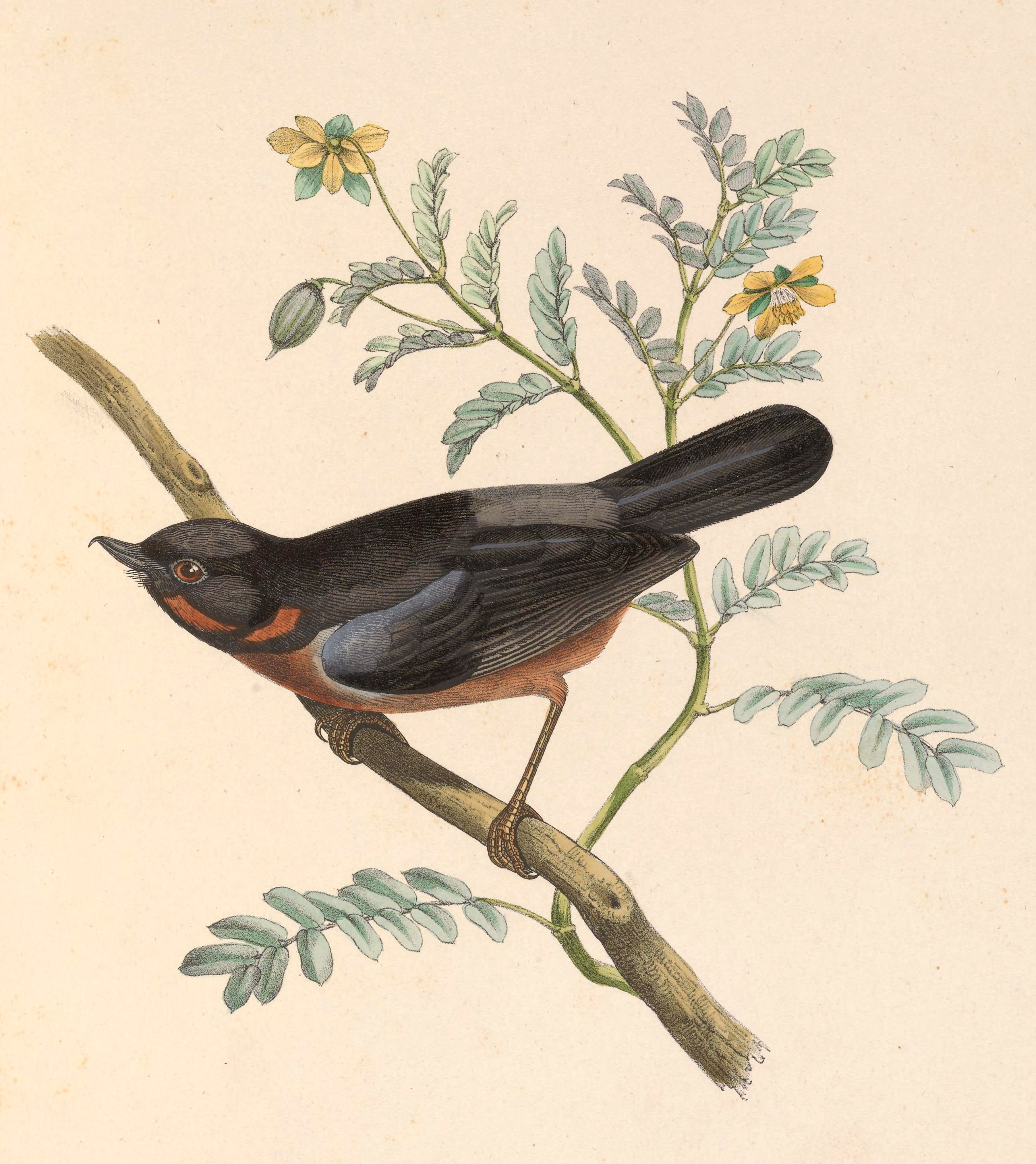
Diglossa brunneiventris, ilustración de Des Murs en Iconographie ornithologique, 1849.

### Descripción original
La especie D. brunneiventris fue descrita por primera vez por el ornitólogo francés Frédéric de Lafresnaye en 1846 bajo el mismo nombre científico; su localidad tipo es: «Perú».

### Etimología
El nombre genérico femenino Diglossa proviene del griego «diglōssos» que significa de lengua doble, que habla dos idiomas; y el nombre de la especie «brunneiventris» se compone de las palabras del latín «brunneus»: pardo, y «ventris, venter»: vientre,

### Taxonomía
Es monotípica. Los amplios estudios filogenéticos recientes demuestran que la presente especie es hermana del par formado por Diglossa humeralis y Diglossa gloriosa, y este clado es próximo a Diglossa carbonaria. Las cuatro especies que integran este clado monofilético ya fueron consideradas conespecíficas (grupo carbonaria).